# Frasnes-lez-Anvaing
Frasnes-lez-Anvaing es un municipio de la Provincia de Henao, Bélgica. 

## Geografía

### Secciones del municipio
El municipio comprende los antiguos municipios, que se fusionaron en 1977:
| - Anvaing - Arc-Ainières - Cordes - Forest - Wattripont - Buissenal - Frasnes-lez-Buissenal - Montroeul-au-Bois - Moustier - Oeudeghien - Dergneau - Saint-Sauveur - Hacquegnies - Herquegies |

## Demografía

### Evolución
Todos los datos históricos relativos al actual municipio, el siguiente gráfico refleja su evolución demográfica, incluyendo municipios después de efectuada la fusión el 1 de enero de 1977.
| Gráfica de evolución demográfica de Frasnes-lez-Anvaing entre 1846 y 2019 |
|                                                                           |

## Historia
En agosto de 2012, acogió el funeral de Alix della Faille de Leverghem, condesa consorte de Lannoy , madre de Stéphanie de Lannoy, esposa de Guillermo, Gran Duque Heredero de Luxemburgo. Al acto asistieron numerosos miembros de las casas reales de Bélgica y Luxemburgo.